# Будівництво 940 і ВТТ
Будівництво 940 і ВТТ — підрозділ системи виправно-трудових установ ГУЛАГ.
Час існування: організований між 17.03.49 і 15.04.49 (перейменований з Будівництво 882 і ВТТ);
закритий 29.04.53.

## Підпорядкування і дислокація
- ГУЛПС (таборів промислового буд-ва).

Дислокація: Українська РСР, м.Дніпродзержинськ.

## Виконувані роботи
- буд-во рудоуправління № 10[1] в П'ятигорську до 04.05.51,
- буд-во з-ду 906 , комб. № 9 2-го ГУ при РМ з 02.08.51,
- буд-во Жовторіченського та Первомайського рудоуправлінь з 14.09.51,
- буд-во «радгоспів» п/я 10/1 і 10/2 (на ст. Руський Брід Московсько — Курської залізниці і на ст. Никифоровка Московсько — Рязанської залізниці — відповідно в Орловській і Тамбовській обл.) з 04.10.51 по 07.01.52,
- буд-во казарм для спец. частин ГУВО МВС при з-ді 906,
- обслуговування об'єктів реорг. СУ 159 с 05.01.53, бетонних і лісозаводів,
- проектування робіт з розширення Дніпродзержинського азотно-тукового з-ду, рудника на родовищі Бештау,
- с/г роботи в р-ні П'ятигорська з 01.09.50,
- буд-во дач для наукових та інж.-техн. працівників на Південному березі Криму,
- з 05.01.53 обслуговування об'єктів ліквідованого СУ 159,
- буд-во Романківського водопроводу,
- житлове та соцкультпобутове буд-во.

## Чисельність з/к
- 01.01.50 — 5601,
- 01.01.51 — 6256,
- 01.01.52 — 91424,
- 01.01.53 — 4917;
- 15.04.53 — 3673